# 旭光高新材料
中國旭光高新材料集團有限公司（英語：China Lumena New Materials Corp.，港交所除牌前：67）是一間於香港交易所上市的公司，主要業務為天然芒硝、特種芒硝及藥用芒硝的開採、加工、製造及銷售，上市後購入生產PPS樹脂的資產。。公司的歷史能追溯至1952年於四川省的眉山芒硝，1953年開始了眉山市西北面大洪山礦區的業務。前
除大洪山礦區外，公司現正營運廣濟礦區、牧馬礦區的芒硝生產礦場。1983年開始生產藥用芒硝。大洪山礦區及牧馬礦區建有中國唯一取得生產藥用芒硝GMP認證及藥品生產許可證的生產設施，也為中國唯一獲批認證的藥用芒硝生產商。旭光施旗下的註冊商標「川眉」於2008年被中國國家工商行政管理總局評為「中國馳名商標」。
2007年，旭光的資產被注入至集團的控股公司。2009年6月16日於香港交易所主版上市。
主要股東李炎曾於2009年12月以4億持股作抵押，於2010年7月相關股份獲免除抵押。
2010年，旭光資源獲大股東注入PPS樹脂生產商中國高分子新材料公司89.5%至95%股權，收購價為116.35億元，當中90%會以發行新股支付。

## 停牌與債務危機
2014年3月25日，美國研究機構格勞克斯（Glaucus）質疑旭光高新材料的招股說明書和財務年報涉嫌造假，給出了強烈沽售的評級，並將目標價定為0元。。當日上午，旭光高新材料股價大跌7.4%，並即宣佈停牌，停牌前報價1.25港元。3月28日，公司發佈公告，宣佈因為審計師需要更多時間完成對集團2013年財務報表的審計，需要延遲公佈2013年業績。4月4日，公司再次發佈公報，駁斥格勞克斯的報告，但一直未復牌交易。

## 外部連結
- 中國旭光高新材料集團有限公司
- 旭光資源於阿思達克財經網的財經資訊（页面存档备份，存于）